# Donato Giancola
Donato Giancola (1967) é um ilustrador estadunidense.

## Prêmios
- Hugo Award: Best Professional Artist, World Science Fiction Society, Yokohama, Japan 2007.
- Best in Show Award, "The Golden Rose", World Fantasy Convention, Saratoga Springs, New York, 2007.
- Chesley Award: Best Monochrome Unpublished Work for 2006, Association of Science Fiction and Fantasy Artists, WorldCon, Yokohama, Japan 2007.
- Solo Exhibit, 'Transitions', Southern Vermont Arts Center, Manchester, Vermont 2007.
- Silver Award: Advertising, "Vanguard: Saga of Heroes", Spectrum XIV: The Best of Contemporary Fantastic Art, 2007.
- ConDFW Guest of Honor, science fiction convention, Dallas, Texas, 2007.
- Art Show: Honorable Mention, Boskone 44, Boston, Massachusettes, 2007.
- Director's Choice, Boskone 44, Boston, Massachusettes, 2007.
- Artist Guest of Honor Choice, "Dogs of War", Lunacon Science Fiction Convention, New York, 2007.
- Judge's Choice, "The Serpent and the Rose", Lunacon Science Fiction Convention, New York, 2007.